# Dissemination
Dissemination (von lat. disseminare „aussäen“; Adjektiv: disseminiert) bedeutet „Streuung“ oder „Aussaat“.

## Medizin
Bei einem krankhaften Prozess  wird die weiträumige Verteilung von Krankheitserscheinungen oder -erregern in einem Organ(system) oder im gesamten Körper als Dissemination bezeichnet. Ein Beispiel ist die auch als Encephalomyelitis disseminata beschriebene Multiple Sklerose. In diesem konkreten Fall wird der schubförmige Charakter als zeitliche Dissemination angesehen und ist neben der geforderten räumlichen Dissemination ein weiteres diagnostisches Kriterium. Bei infektiösen Erkrankungen wie der Tuberkulose ist die Dissemination Zeichen und Bezeichnung für ein fortgeschrittenes Stadium, in dem sich die zunächst lokal auf einen Herd begrenzten Erreger auf große Teile des Körpers ausweiten (Man spricht von disseminierten Infektion). Der Begriff der Dissemination wird auch auf pathologische Fehlsteuerungen wie die Disseminierte intravasale Koagulopathie angewendet. Bei bösartigen Tumorleiden ist der Begriff der Metastasierung gebräuchlicher.

## Wissenschaft
In der Wissenschaft wird die Veröffentlichung der Forschungsergebnisse ebenfalls als Dissemination bezeichnet.